# Phare de Sabin Point
Le phare de Sabin Point (en anglais : Sabin Point Light) était un phare actif situé sur la Providence River (en) dans le Comté de Providence (État de Rhode Island). Il a été retiré dans le cadre d'un projet d'élargissement du canal en 1968 et remplacé par une balise de jour.

## Histoire
Ce feu a été construit en 1872  pour marquer un virage sur le chenal de navigation au sud-ouest de Sabin Point. La maison de gardien, de style Second Empire a été construite selon un plan d’Albert R. Dow, la conception gagnante d’un concours parrainé par le United States Lighthouse Service. Des phares presque identiques ont été construits à Colchester Reef (en) , à Pomham Rocks et à Rose Island.
La maison-phare a assez bien résisté à l'ouragan de 1938, mais le premier étage a été sérieusement endommagé par les inondations. En 1956, la lumière a été convertie àl' électricité et automatisée. En 1968, l'élargissement du chenal de navigation a amené l'autorité portuaire à ordonner la destruction du feu. Une balise automatique a été placée sur un Duc-d'Albe. La lumière a été interrompue en 1989 et remplacée par une balise de jour.
Identifiant : ARLHS : USA-715 ; USCG : 1-18455 .

### Lien connexe
- Liste des phares au Rhode Island